# ВАЗ-2120
ВАЗ-2120 «Надежда» — семиместный полноприводный минивэн, изготовлявшийся на ОПП АвтоВАЗа по обходным технологиям в течение 1998—2006 гг. В отличие от автомобиля повышенной проходимости ВАЗ-2123 в полноценное конвейерное производство не попал.
Полноприводное шасси ВАЗ-2120 позволяло легко решить проблему развесовки по осям и улучшения проходимости, что в условиях российских дорог становилось важным конкурентным преимуществом автомобиля, предназначенного, прежде всего, для использования в качестве семейного.
Всего за 8 лет было собрано чуть больше 8000 предсерийных автомобилей.

## История
Задумка о создании универсала повышенной вместимости на ВАЗ появилась в конце 1980-х годов — в то время над этим также работали на АЗЛК, автомобиль которого получил имя «Арбат» и оформился к 1987 году. Разница заключалась в том, что если на АЗЛК применялась ходовая часть обычного легкового автомобиля, то на ВАЗ — автомобиля повышенной проходимости, что наделило его дополнительными, внедорожными качествами. Первоначально автомобилю был присвоен индекс 2114. Самый первый макет кузова 1989 г. имел раздвоенные боковые окна, у которых опускались только стёкла нижних половин — данное или похожее расхожее решение применялось на многих опытных образцах автомобилей тех лет: ГАЗ-3105, АЗЛК-2143, 3733, НАМИ-0288, ЗАЗ-1106, РАФ-М1, ВАЗ-2110. Платформа — шасси и двигатель были применены от автомобиля ВАЗ-2121, с соответствующим удлинением колёсной базы и усиленными пружинами и амортизаторами. Образовавшийся при разработке данного минивэна побочный продукт — удлинённый вариант кузова «Нивы» ВАЗ-2121, предназначенный для испытаний удлинённого шасси, впоследствии незапланированно попал в конвейерное производство, и получил индекс 2131. Окончательный образ кузова сформировался на макете в 1992 году. Ввиду сложившихся неблагоприятных финансовых условий, с целью удешевления производства, пришлось применить компромиссное решение: временно отказаться от собственной головной светотехники, которая была разработана, и использовать устаревшие передние фары от автомобилей «Жигули» ВАЗ-2106, и ВАЗ-2121 одновременно. Это позволяло убрать денежные расходы на сертификацию и освоение данного узла. Задние же фонари, по тем же причинам, были применены от ВАЗ-1111, которые дополнялись отдельными противотуманными фонарями от ВАЗ-2106. Позднее, в 2002 году, стали применяться современные, уместные автомобилю передние фары от кузовов семейства моделей ВАЗ-2110/2111/2112, и освоенные собственные задние цельные фонари — модификация 21204. Использование устаревшего двигателя, не рассчитанного на современные нагрузки и нормы, вызывало те же недостатки, что у автомобиля повышенной проходимости ВАЗ-2123 — плохие тяговые и динамические показатели. Первый опытный экземпляр был собран в 1995 году. В 1997 году автомобиль был показан на Московском автосалоне, а годом позднее начался его полусерийный выпуск по обходным технологиям. В августе 2006 года пробное (опытное) производство минивэна было остановлено, так и не став серийным — по формальным заявлениям: «в связи с низким спросом, обусловленным морально устаревшим дизайном и плохим соотношением „цена/качество“ в сравнении с LADA 4x4 5D и импортными аналогами».

## Модификации
Серийные
- ВАЗ-2120 1.8 — с карбюраторным двигателем ВАЗ-2130 (рабочий объём 1,8 л, мощность 80 л. с.)
- ВАЗ-2120 1.7i — с двигателем ВАЗ-21214 с распределённым впрыском топлива (рабочий объём 1,7 л, мощность 84 л. с.)
- ВАЗ-2120М (LADA 2120 1.7i) — рестайлинговая версия с двигателем ВАЗ-21214 с распределённым впрыском топлива (рабочий объём 1,7 л, мощность 84 л. с.)

Запланированные
- «Фургон» («Утилитер») — развозной коммерческий фургон с увеличенной высотой крыши (серийно не производился)
- «Пикап» — развозной коммерческий пикап с отдельной 2-местной кабиной (намечался к производству на ПАО «Чеченавто» в г. Аргун Чеченской Республики, в реальности проект далее эскизной проработки не пошёл)
- «Сервис» — автомобиль-база для передвижных мастерских с увеличенной высотой крыши и остеклённым кузовом (выпускался малыми партиями по заказам МО РФ)
- «Менеджер» — «офис на колёсах» с увеличенной высотой крыши и VIP-салоном (серийно не производился)
- «Такси» — 4-местная таксомоторная версия с большим багажным отделением взамен переднего пассажирского сиденья (серийно не производился)
- 2120М 4 × 2 — рестайлинговый заднеприводный вариант с задним мостом от Иж-2717 «Ода-версия» и поворотной задней боковой дверью (серийно не производился).

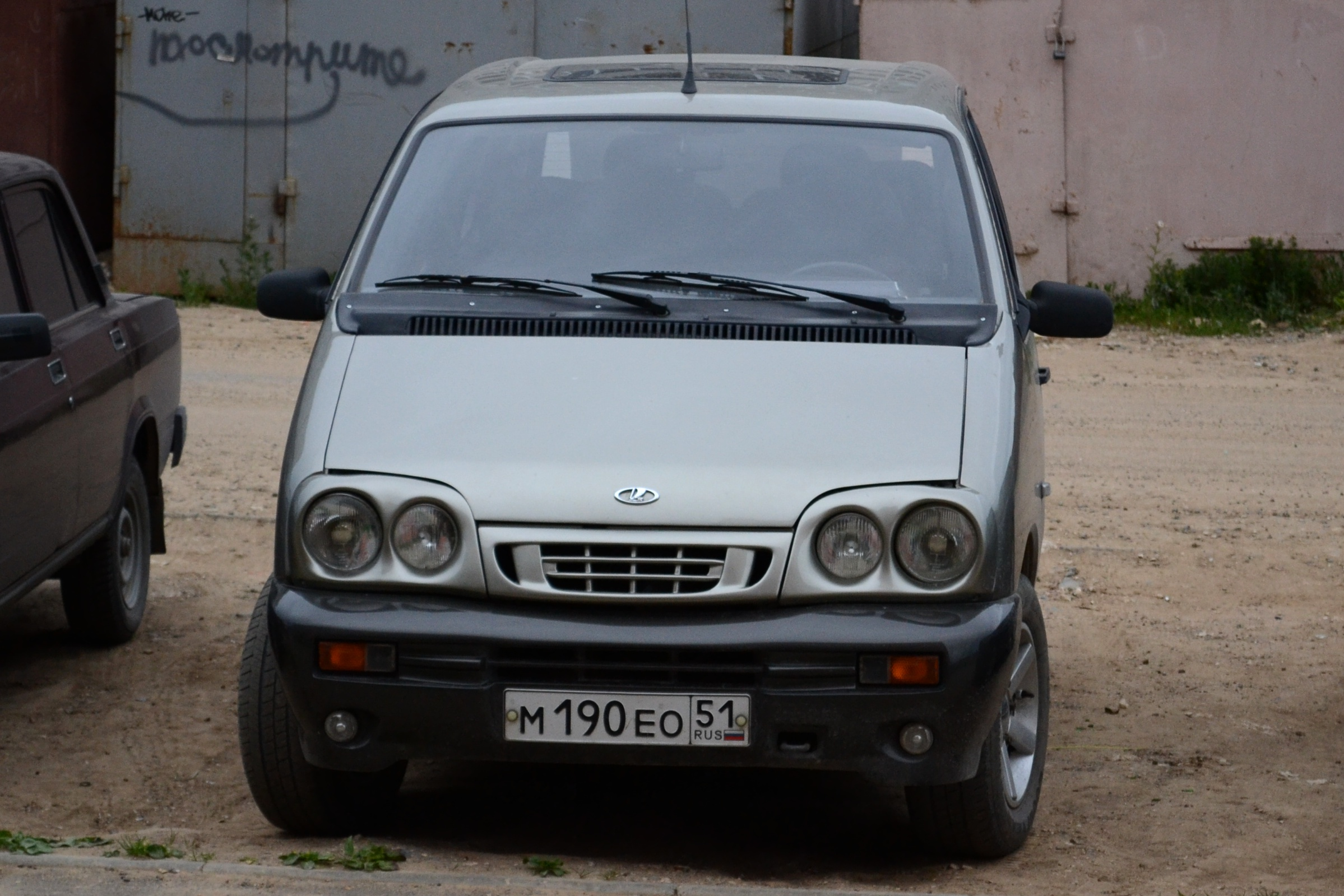
Временный вариант оформления (с устаревшими фарами от ВАЗ-2121 и 2106).
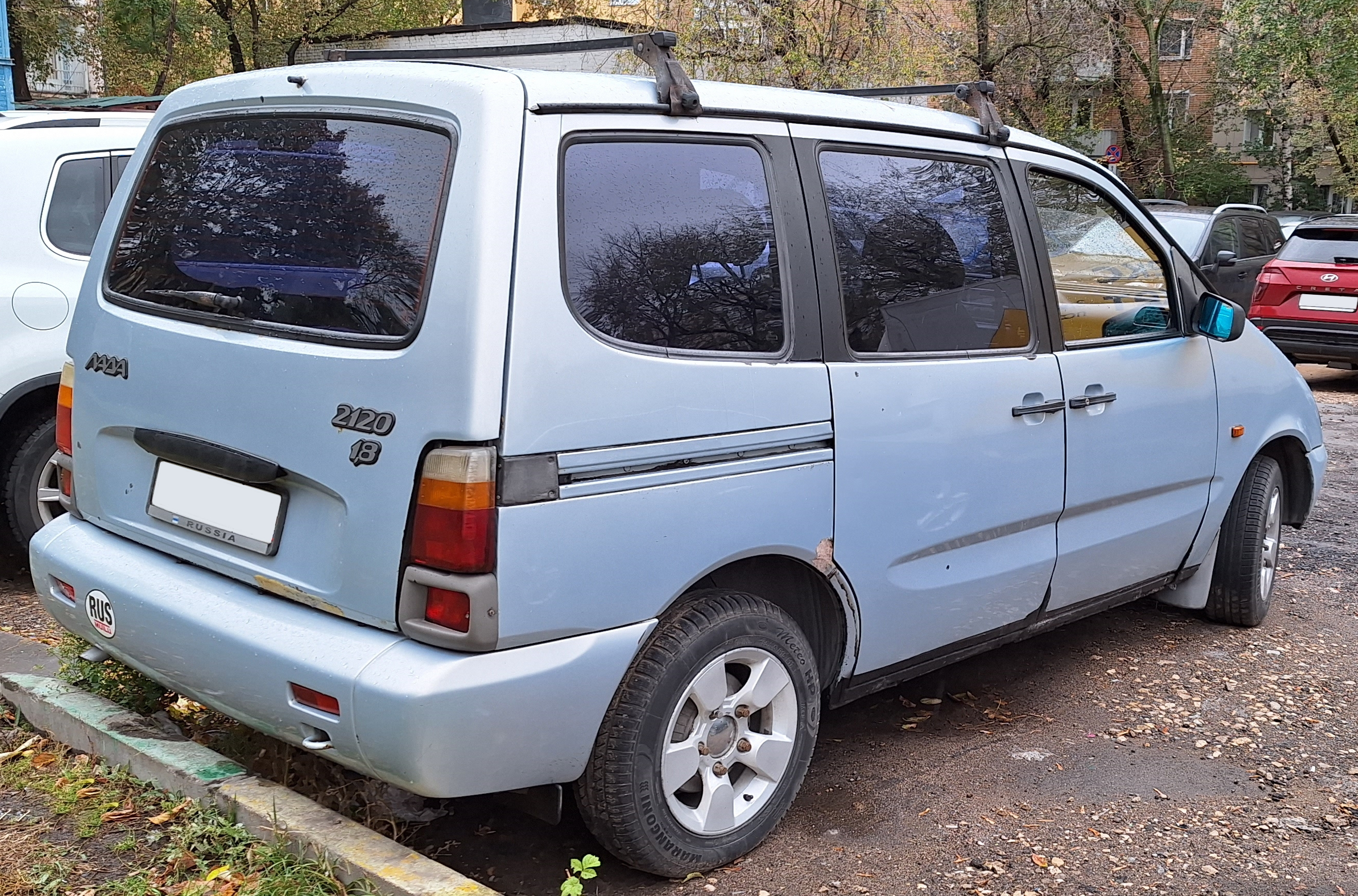
Вид сзади (с временными фонарями от ВАЗ-1111 и противотуманными от 2106).
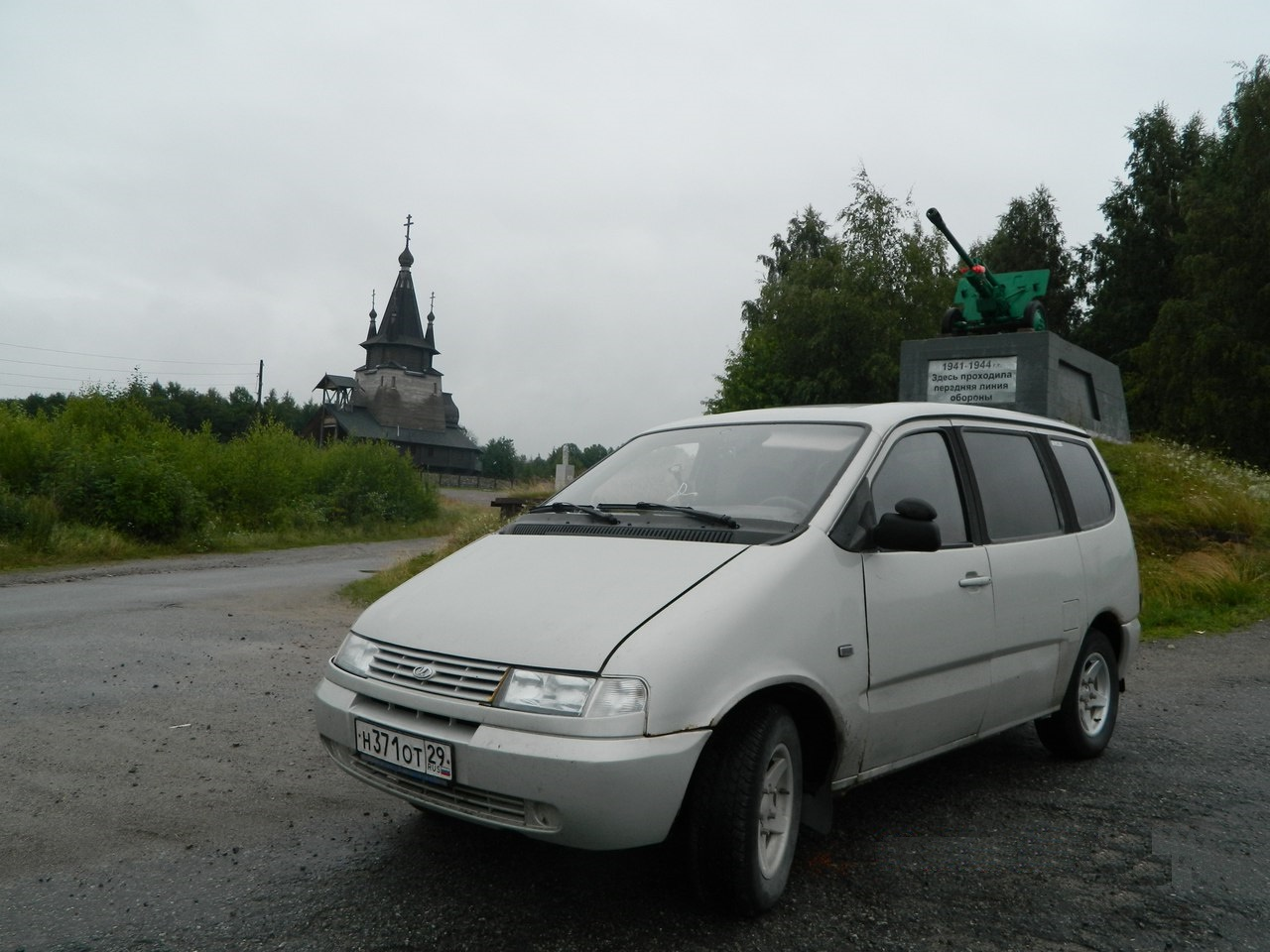
Вид передней части с 2002 г.
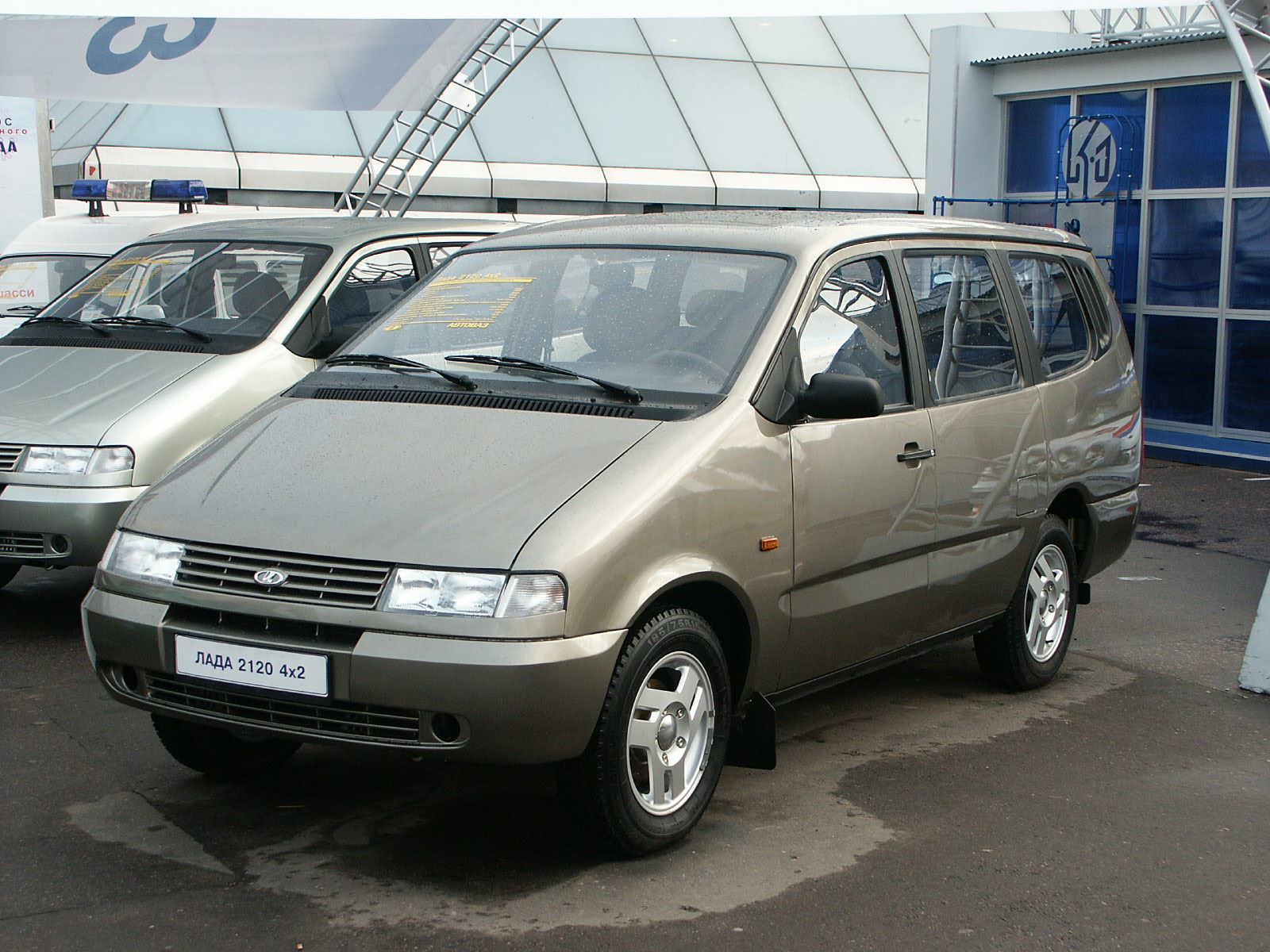
Модификация с удлинённой задней частью (свесом) кузова
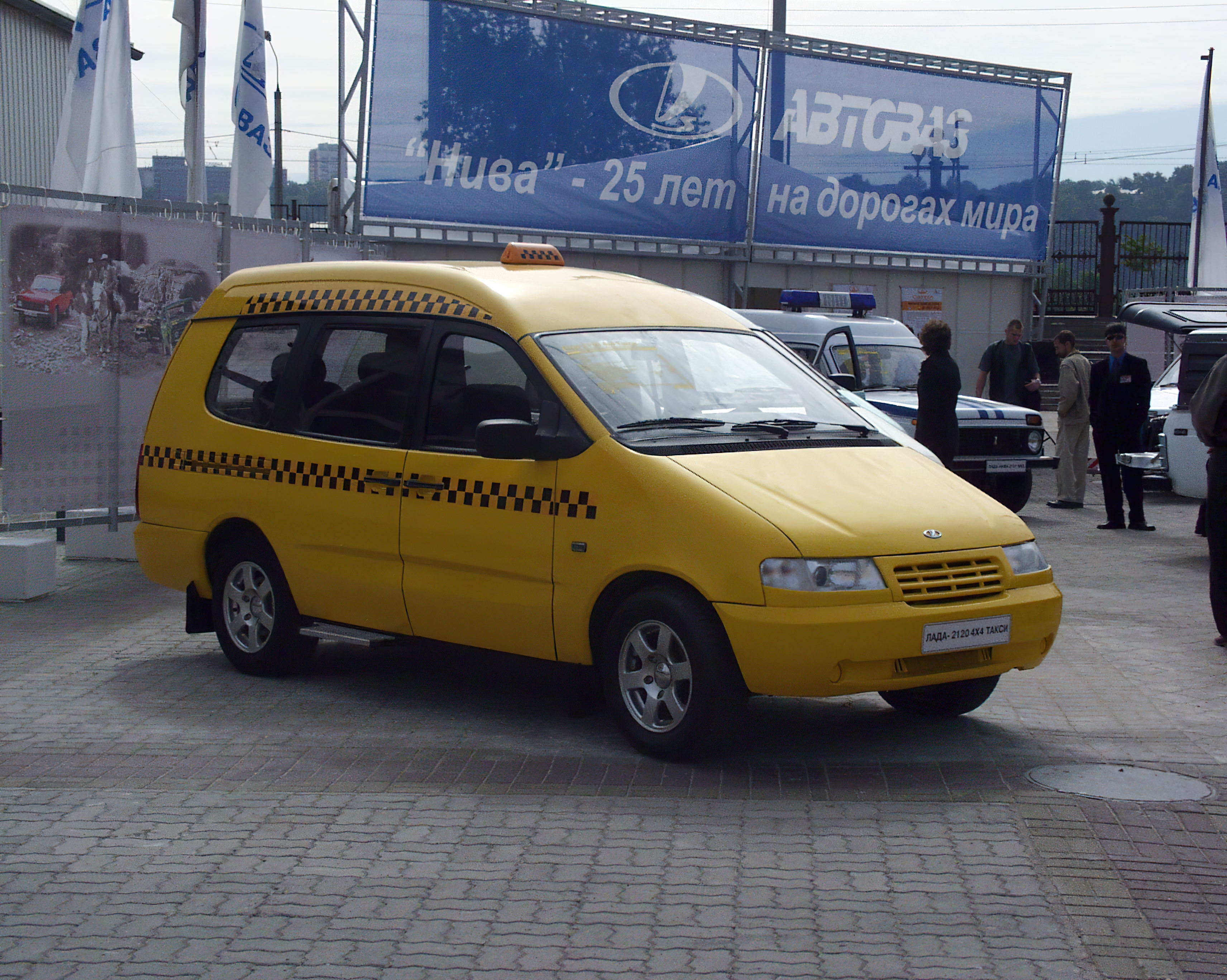
Лада 2120M «Такси» (опытный образец)
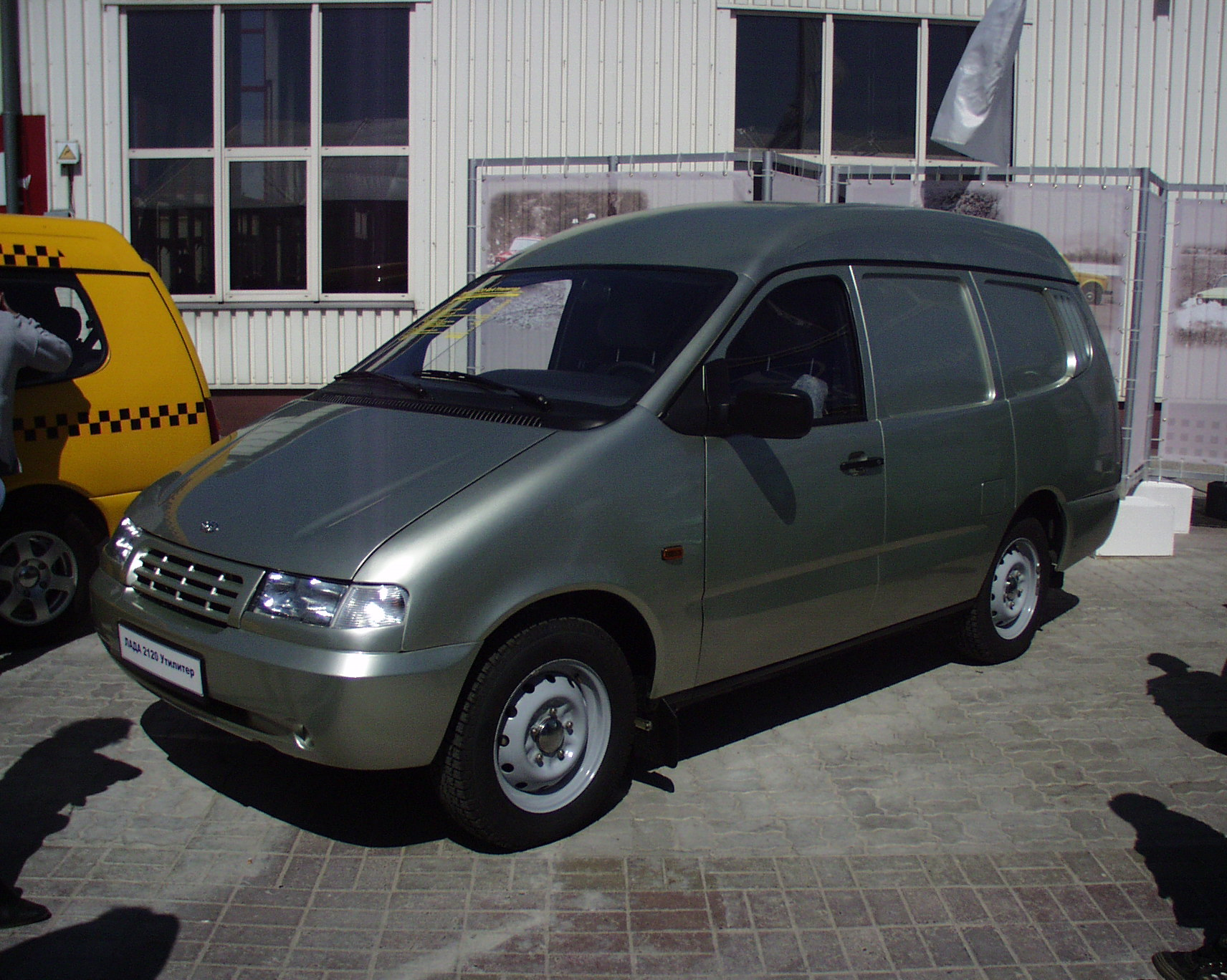
Лада 2120 «Утилитер» (опытный образец фургона)
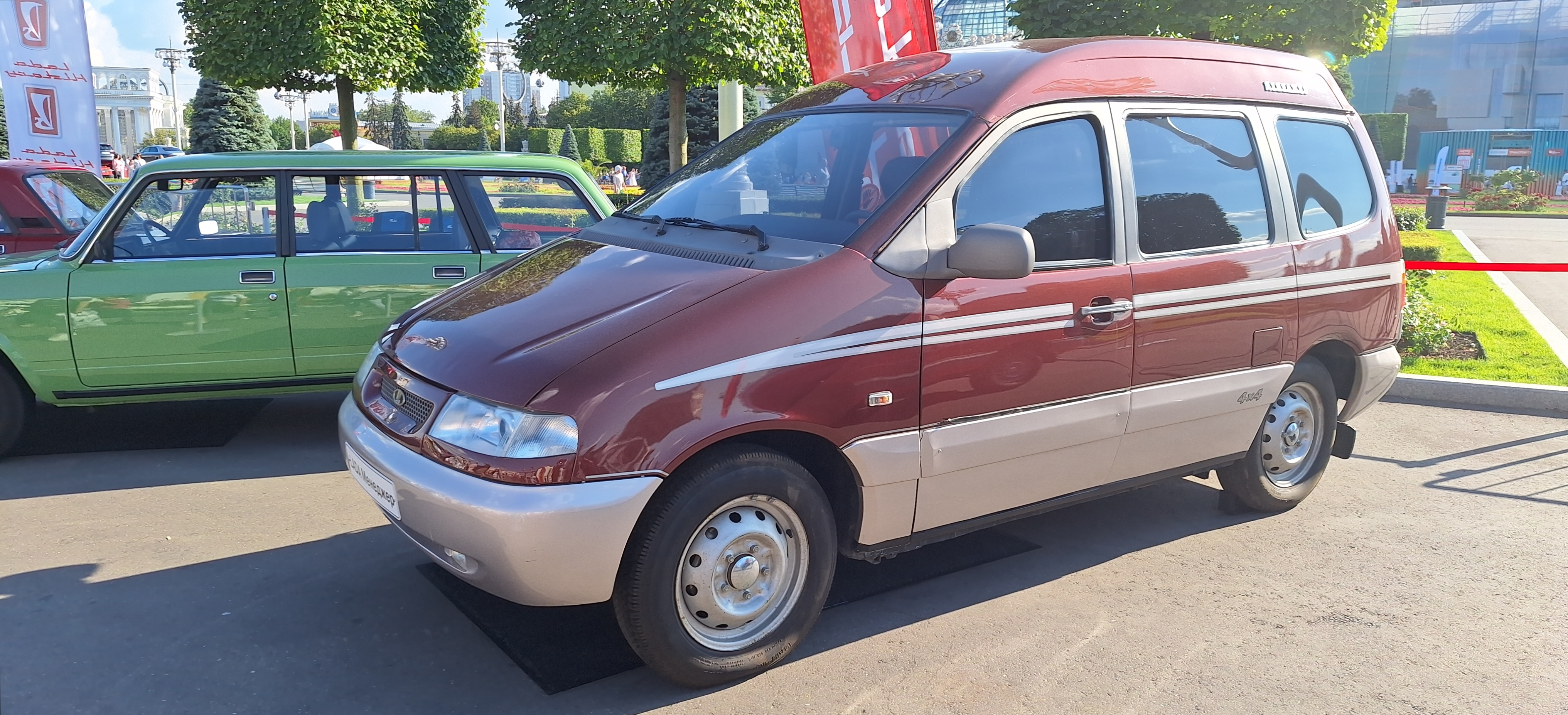
«Менеджер».